# Guennadi Korshikov
Guennadi Korshikov –en ruso, Геннадий Коршиков– (19 de febrero de 1949) es un deportista soviético que compitió en remo.
Participó en dos Juegos Olímpicos de Verano en los años 1972 y 1976, obteniendo una medalla de oro en Múnich 1972 en la prueba de doble scull. Ganó dos medallas en el Campeonato Mundial de Remo, plata en 1974 y bronce en 1977, y dos medallas en el Campeonato Europeo de Remo, bronce en 1971 y plata en 1973.

## Palmarés internacional
| Juegos Olímpicos   | Juegos Olímpicos         | Juegos Olímpicos  | Juegos Olímpicos |
| Año                | Lugar                    | Medalla           | Prueba           |
| ------------------ | ------------------------ | ----------------- | ---------------- |
| 1972               | Múnich (RFA)             | Medalla de oro    | Doble scull      |
| Campeonato Mundial |                          |                   |                  |
| Año                | Lugar                    | Medalla           | Prueba           |
| 1974               | Lucerna (Suiza)          | Medalla de plata  | Cuatro scull     |
| 1977               | Ámsterdam (Países Bajos) | Medalla de bronce | Doble scull      |
| Campeonato Europeo |                          |                   |                  |
| Año                | Lugar                    | Medalla           | Prueba           |
| 1971               | Copenhague (Dinamarca)   | Medalla de bronce | Doble scull      |
| 1973               | Moscú (URSS)             | Medalla de plata  | Doble scull      |